# VideoLAN
VideoLAN es una organización fundada en Francia en 2009, y un proyecto de software y librerías multiplataforma, iniciado en 1996, bajo GNU General Public License (GPL) para la reproducción, el tratamiento y la transmisión de audio-vídeo a través de la red. El equipo original estaba conformado por estudiantes de École centrale Paris y actualmente participan desarrolladores de todo el mundo. Las aplicaciones más destacadas del proyecto son: el cliente VLC (reproductor que permite además emisión y transcodificación básica de multimedia), y codecs libres para la lectura de contenido en unidades DVD y BluRay.

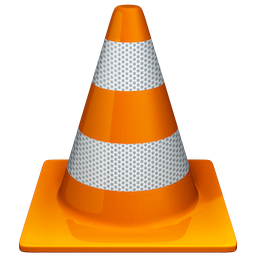

## Información general
No necesita la descarga e instalación de codecs puesto que los lleva incorporados siendo de mucha utilidad.
Es un software libre distribuido bajo la licencia GNU GPL. Soporta muchos códecs de audio y video, así como diferentes tipos de archivos, además soporta los formatos de DVD, VCD y varios protocolos streaming.
En Windows, Linux, y algunas otras plataformas, VLC incluye un plug-in Mozilla, que permite ver algunos archivos Quicktime y Windows Media en las webs sin tener que utilizar un reproductor de Microsoft o Apple. Permite streaming múltiple y Vídeo bajo demanda (VoD).
Además, puede ser usado como servidor unicast o multicast en redes IPv4 o IPv6.

## Diagrama

### Composición
VideoLAN es un proyecto de desarrollo de software compuesto por dos aplicaciones multiplataforma:
- VLS (VideoLAN Server). Un servidor de Streaming multimedia. Puede transmitir archivos MPEG-1, MPEG-2 y MPEG-4, DVD, canales digitales de satélite, canales digitales de televisión terrestre y vídeo en vivo sobre la red en unicast o multicast.Ideal para la distribución de vídeo sobre redes de gran ancho de banda, permitirá hacer streaming directamente a una máquina unicast por IP, un conjunto de máquinas multicast por IP. Permite reproducir vídeos desde ficheros y DVD, tarjetas capturadoras MPEG y tarjetas DVB. Actualmente no se encuentra en alto desarrollo, por lo que se recomienda utilizar las capacidades de streaming del VideoLAN cliente.

- VLC (inicialmente cliente VideoLAN - VideoLAN Client). Un reproductor de medios. Es capaz de reproducir los formatos de audio y vídeo más difundidos de manera totalmente autónoma con un resultado excelente gracias a un tratamiento posterior de la imagen y el sonido con una calidad superior. Puede ser usado como servidor para transmitir archivos MPEG-1, MPEG-2 y MPEG-4, DVD y vídeo en vivo sobre la red en unicast o multicast; o usado como cliente para recibir, decodificar y visualizar flujos MPEG sobre varios sistemas operativos. Es compatible para plataformas como Windows, Linux, Mac e incluso para Set-top box.

## Nuevo proyecto
Recientemente, se está desarrollando un proyecto denominado VLMa (VideoLAN Manager). Se trata de una aplicación para tratar broadcasts de canales de televisión, recibidos de forma digital terrestre o mediante satélite. Es capaz también de hacer streaming de archivos de audio y de video. Consiste en un daemon (llamado VLMad) y una interfaz web (VLMaw). Se está desarrollando bajo una licencia pública de GNU igual que el VLC media player.

## Formatos soportados
- Archivos capaces de leer: UDP/RTP unicast or multicast, HTTP, FTP, MMS, DVD, VCD, SVCD, CD Audio, DVB (Solamente en Windows y linux,), Video acquisition (via V4l y DirectShow), RSS/Atom Fuentes, y archivos almacenados en tu computadora

- Formatos con audio y video incrustados: 3GP,ASF, AVI, FLV, MKV, QuickTime, MP4, Ogg, OGM, WAV, MPEG-2 (ES, PS, TS, PVA,MP3), AIFF, Raw audio, Raw DV, FLAC,MOV.

- Formatos de video: Cinepak, DV, H.263, H.264/MPEG-4 AVC, HuffYUV, Indeo , MJPEG, MPEG-1, MPEG-2, MPEG-4 Part 2, Sorenson, H.263 (vídeos deYouTube), Theora, VC-1, VP5, VP6, WMV

- Subtítulos: DVD, SVCD, DVB, OGM, SubStation Alpha, SubRip, Advanced SubStation Alpha, MPEG-4 Timed Text, Text file, Vobsub, MPL2, Teletext

- Formatos de audio: AAC, AC3, ALAC, AMR, DTS, DV Audio, FLAC, MACE, MP3, QDM2/QDMC, RealAudio, Speex, Screamtracker 3/S3M, TTA, Vorbis, WMA

## Requisitos
Configuración mínima:
- PC 400 MHz
- 128 MB de memoria RAM
- 32 MB en el disco duro

Disponibilidad:
- Windows 95 y posteriores
- Linux todas las distribuciones
- Mac OS X y posteriores